# Salvatore Gualtieri
Salvatore Gualtieri (Crotone, 2 marzo 1960) è un dirigente sportivo italiano.
Fondatore e proprietario di una azienda del settore cosmetico, è consigliere di Lega Serie B e consigliere delegato ai rapporti istituzionali, marketing e della comunicazione del Frosinone Calcio. In precedenza è stato presidente del Football Club Crotone dal 2008 al 2011.

## Biografia
Nel 1956 il padre fonda la Ofam, che poi diventerà Nuova Crotone una squadra dilettantistica che parte dalla terza categoria e rimane nei dilettanti per 40 anni, per poi diventare l'attuale Crotone Calcio che ha militato in serie A.
Quando Salvatore Gualtieri prende in mano la Nuova Crotone, la squadra milita in seconda categoria.
Nel 1991 entrano in società Michele Maffei e Giovanni Lentini e dopo solo un anno nel 1992 entrano i fratelli Raffaele e Gianni Vrenna.
Nel 1993 la Nuova Crotone rimane unica squadra della città e decide di cambiare colori sociali: dal giallonero al rossoblù. Cambia anche il nome in Football Club Crotone.
Nel Football Club Crotone Salvatore Gualtieri è vicepresidente, si occupa anche di marketing e rapporti istituzionali in lega, e per 5 anni è anche presidente del settore giovanile. 
Nel consiglio di amministrazione anche il fratello Pierpaolo, mentre il padre Giuseppe rimane a lungo presidente onorario per volere anche della nuova proprietà dei fratelli Vrenna.
Dal 1993 con il nuovo nome Crotone Calcio inizia la scalata che porterà la squadra dalla seconda categoria alla serie A e chiuderà successivamente il rapporto con il Crotone dopo 60 anni consecutivi nella dirigenza della stessa società. Rimane vicepresidente fino al 2008.
Nel 2008 assume la presidenza della società, in seguito alle dimissioni dell'ex presidente Raffaele Vrenna. Nei suoi tre anni alla guida della squadra da presidente, Gualtieri assisterà alla risalita del Crotone Calcio dalla Lega Pro alla Serie B nella stagione 2008-2009. Nel 2011 presenta le sue dimissioni, lasciando la poltrona di presidente a Gianni Vrenna.
Nel luglio 2010, in seguito alla scissione della Lega Calcio in due differenti organi, Gualtieri entra nel Consiglio della Lega Serie B come consigliere. Il 25 luglio 2012, durante una seduta dell'assemblea ordinaria di Lega svoltasi a Milano, viene eletto vicepresidente al posto del suo predecessore, il presidente del Pescara Daniele Sebastiani. Otterrà anche un secondo mandato nel settembre del 2014.
Nel dicembre del 2012 Gualtieri assume ad interim la presidenza della Lega Serie B in attesa dell'elezione, avvenuta a gennaio del 2013, di Andrea Abodi come presidente.
Il 24 ottobre 2016 si dimette dalla carica di vicepresidente del Crotone per motivi personali. Insieme a lui si dimette anche il fratello Pierpaolo, all'epoca membro del CdA.
Dal 15 giugno 2017 è un nuovo dirigente del Frosinone Calcio, responsabile dei rapporti con la FIGC e la Lega Serie B, oltre all'area marketing e alla comunicazione (incarico che aveva già ricoperto durante la gestione dell'allora presidente Abodi).
Il 30 aprile 2019 una giuria di esperti, giornalisti e dirigenti sportivi decreta Gualtieri vincitore del Premio Maestrelli per la stagione in corso.
Nel 2020 ritorna in lega di B come presidente commissione marketing e successivamente verra’ di nuovo eletto consigliere di lega B. Nel 2021 altro incarico di prestigio a Frosinone, nominato presidente del consiglio di amministrazione della TIS,societa’ sempre del presidente Stirpe che possiede la gestione dello stadio Benito
Stirpe.
Nell’area marketing e comunicazione nel frattempo ha sviluppato un modello unico che si chiama Frosinone Experience, obiettivo lo sviluppo del brand Frosinone e della promozione del territorio.
Modello molto apprezzato ed efficace con creazione di un gruppo di lavoro di giovani del territorio che crescono e si specializzano ognuno in una attività’ specifica.
Dal 2021 gestisce lo stadio a 360 gradi dagli eventi ai nuovi servizi esterni e interni specializzandosi in un ruolo ancora più completo grazie alla possibilità’ di fare l’esperienza di gestione dello stadio di proprieta’ più nuovo in Italia.
Fine luglio 2022 altro prestigioso incarico e riconoscimento importante in Lega B. Viene eletto dal consiglio di Lega B nel comitato esecutivo della lega. Il comitato esecutivo agisce su delega del consiglio e del presidente. I membri del comitato esecutivo sono due oltre al presidente, è' l'organo strategico e decisionale più' alto in grado subito dopo il presidente. Un ulteriore riconoscimento che completa un lungo percorso in Lega B dalla sua fondazione (2010) ad oggi durante il quale ha ricoperto praticamente tutti i ruoli.  Da Gennaio 2023 grazie alla esperienza maturata anche nella gestione stadio, è responsabile delle infrastrutture del Frosinone Calcio e si occupa dei nuovi investimenti delle infrastrutture: il restyling ed ammodernamento del Centro sportivo di Ferentino e soprattutto della costruzione del nuovo centro sportivo di Capo I prati di Fiuggi. Lo stesso anno anche lo stadio Benito Stirpe si è dotato di nuovi servizi innovativi portati avanti sotto la sua gestione :il Ristorante Back Stage,unico in Italia aperto all’interno di uno stadio ed aperto tutti i giorni al pubblico, luogo di ritrovo per tutti gli appassionati e non. Una nuovissima sala stampa e conferenza collegata al ristorante a disposizione per eventi e convegni.
A maggio 2023 ritorna in A con il frosinone per la terza volta in 7 anni con due societa' diverse.Riceve dal sindaco di Frosinone la cittadinanza onoraria dopo aver avuto nel 2016 quella della sua città Crotone. A giugno 2024 termina il suo rapporto di collaborazione con il Frosinone calcio dopo 7 anni intensi durante i quali ha contribuito in modo determinante alla crescita del Brand Frosinone.In lega tra B ed A dal 2000 (primo anno di B del crotone) risulta con 24 anni di anzianita' uno dei piu'longevi.Negli ultimi 14 anni in lega B ha ricoperto tutti i ruoli soprattutto quelli più apicali.